# Ryan Rimmler
Ryan Charles Rimmler (Heidelberg, 31 ottobre 1997) è un giocatore di football americano tedesco, che gioca come kicker per i Frankfurt Galaxy.
Dopo aver giocato per due squadre giovanili tedesche e per la squadra universitaria statunitense dei Ball State Cardinals, nel 2022 si trasferisce ai Frankfurt Galaxy.